# Società dei missionari di San Francesco Saverio
La Società dei missionari di San Francesco Saverio, o del Pilar (in latino Societas Missionariorum S. Francisci Xaverii; in inglese Society of the Missionaries of St. Francis Xavier o Society of Pilar), è una società clericale di vita apostolica di diritto pontificio; i membri della compagnia pospongono al loro nome la sigla S.F.X.

## Storia
La congregazione sorse all'epoca della soppressione degli ordini religiosi in Portogallo: per continuare l'opera di evangelizzazione nelle regioni indiane, nel 1882 il sacerdote José Bento Martins (1859-1931) si offrì a Antonio Sebastião Valente, arcivescovo di Goa, che lo inviò come missionario a Agonda, un villaggio di pescatori nei pressi di Canacona. A Martins si unirono altri tre compagni e insieme riuscirono a organizzare nel villaggio una fiorente comunità cristiana.
Il 20 settembre 1887 Martins e i compagni emisero la loro professione nelle mani del patriarca delle Indie Orientali, impegnandosi a servire nelle missioni per un quinquennio. Nel 1890 venne loro affidato l'ex convento cappuccino di Goa, dedicato a Nostra Signora del Pilar, alla quale venne anche intitolata la società.
Nel 1931 alcuni alunni del seminario di Rachol, dopo avere assistito all'ostensione del corpo di san Francesco Saverio, decisero di impegnarsi nel lavoro missionario e si offrirono al patriarca, che li indirizzò a Remédios do Rosário Gomes, ultimo membro superstite della Società di Nostra Signora del Pilar. Il 2 luglio 1939 la compagnia ebbe un nuovo inizio e l'8 settembre 1940 i membri emisero i voti privati di povertà, obbedienza e castità: le nuove costituzioni della società, modellate su quelle del Pontificio istituto missioni estere, vennero approvate il 24 giugno 1946.
Nel 1962 la Santa Sede affidò alla società la missione nelle isole Andamane e Nicobare (l'attuale diocesi di Port Blair).
La società ha ricevuto l'approvazione della Santa Sede il 30 settembre 2010.

## Attività e diffusione
I membri della società si dedicano all'apostolato missionario.
Oltre che in India, la società è presente in Germania, Italia, Nepal, Regno Unito e Stati Uniti d'America; la sede generalizia è a Goa.
Alla fine del 2011 la società contava 98 case e 782 membri, 335 dei quali sacerdoti.